# Riverbank State Park
El Riverbank State Park es un parque condicionado a las riberas del río Hudson al oeste de Manhattan, Nueva York (Estados Unidos). Comprende una piscina de medidas olímpicas, una pista de patinaje, un centro cultural con 800 plazas, un complejo deportivo para 2500 personas y un restaurante. Se sitúa en West Side Highway entre las calles 137 y 145. Se trata del único parque estatal (state park) de Manhattan. Atrae cada año 2,5 millones de visitantes.
Está construido sobre la depuradora de aguas usadas North River Wastewater Treatment Plant, que renueva 500 000 m³ de agua por día en tiempo seco y está previsto que pueda llegar a reciclar hasta 1 300 000 m³ en tiempo húmedo. Fue construida en dos etapas, entre 1986 y 1991.
Desde el paseo situado en la ribera del río Hudson, el parque ofrece un panorama que se extiende desde Lower Manhattan a Nueva Jersey. Ofrece igualmente a sus jóvenes visitantes un carrousel, obra cooperativa del artista nuevayorquino Milo Mottola y de los niños del barrio que dibujaron los animales.